# Песочное тесто

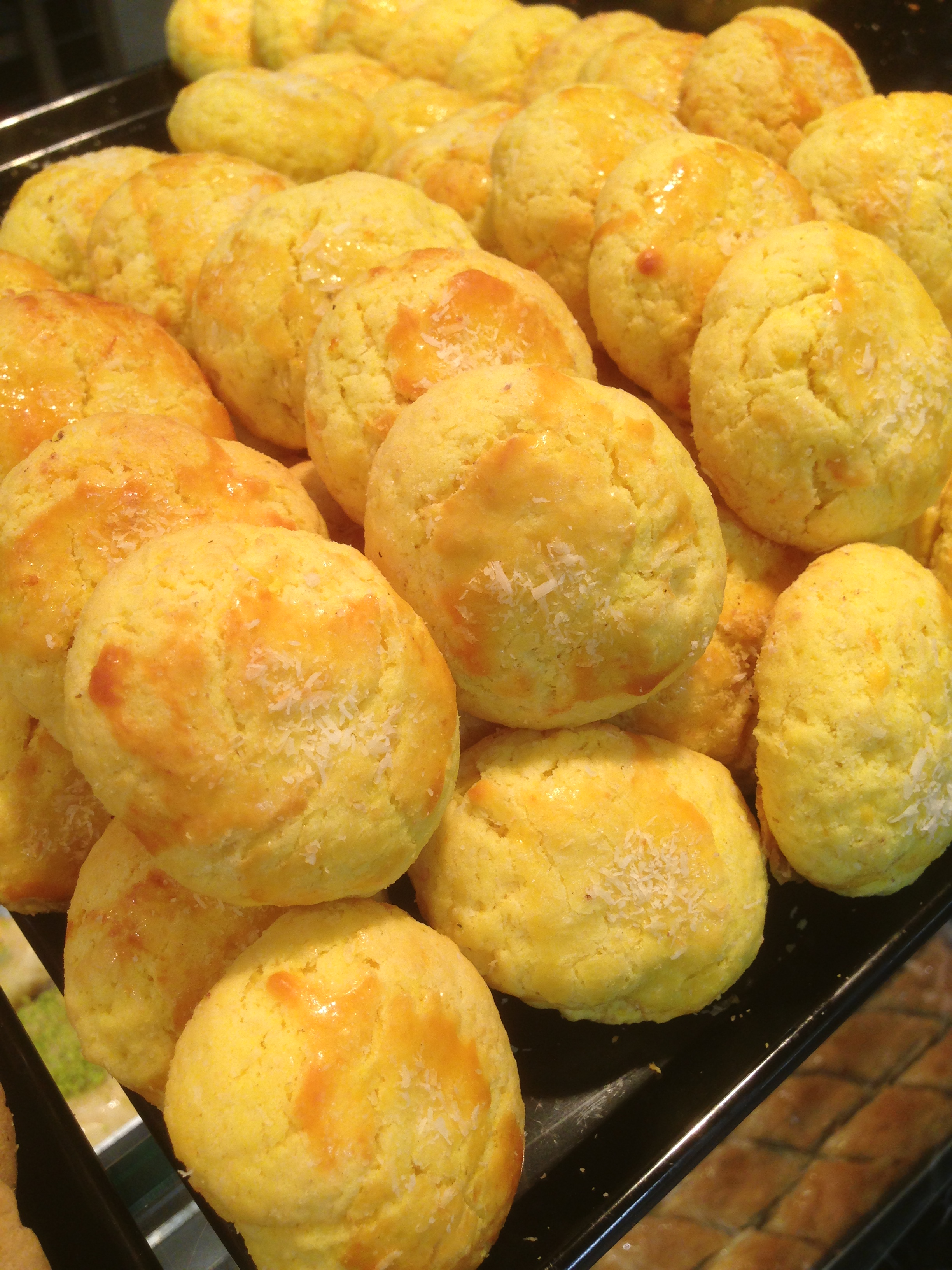
Курабье — печенье из песочного теста

Песо́чное те́сто (фр. бризе) — плотное тесто, которое обычно замешивают из муки, сахара, сливочного масла или маргарина без использования разрыхлителя.
Классический рецепт состоит из 1 части сахара, 2 частей масла и 3 частей муки, однако в современных вариациях возможно также добавление яиц, воды, специй, а также разрыхлителя (кроме дрожжей) и прочих компонентов. Для приготовления теста продукты должны быть холодными, иначе масло в тесте может размягчиться и отделиться от остальных составляющих, что приведёт к потере эластичности теста при раскатке и жёсткости выпечки. Сначала смешивают масло, сахар (также яйца и приправы, если необходимо), затем добавляют муку и рубят все продукты в крошку, после этого аккуратно разминают крошку руками до получения однородного теста. Долго месить тесто нельзя, иначе оно потеряет пластичность. После того, как тесто готово, его заворачивают в плёнку и держат в холодном месте 30-60 минут. Охлаждённое тесто можно легко раскатать в тонкий пласт или слепить из него фигурки. В случае, если выпечка должна быть толще 0,8—1,0 см, целесообразно при замесе теста добавить в него разрыхлитель.
Песочное тесто можно использовать для приготовления печенья, пирожных, пирогов и тортов. Несладкое песочное тесто часто используют для изготовления тарталеток и открытых пирогов (киш, тарт), которые можно начинять не только сладкой, но и солёной начинкой. При этом сначала тесто выкладывают в форму и выпекают его до золотистого цвета, и лишь затем добавляют начинку. Готовые изделия из песочного теста рассыпчаты и обладают высокой калорийностью.